# Айхнер, Эрнст
Эрнст Айхнер (нем. Ernst Eichner; крещён 15 февраля 1740, Арользен ― начало 1777, Потсдам) ― немецкий фаготист и композитор эпохи позднего барокко.

## Биография
Сын придворного фаготиста Иоганна Андреаса Айхнера (1694―1768), он с детства начал обучаться игре на скрипке и фаготе, а также композиции. В 1762 был принят в качестве скрипача в оркестр графа Христиана Цвайбрюккенского, с 1767 успешно выступал как солист-фаготист. В 1768 году он стал концертмейстером придворного оркестра Цвайбрюккена. В начале 1770-х в Париже появляются в печати первые симфонии и другие произведения Айхнера, а в 1772 году он участвует в конкурсе на написание симфоний и занимает второе место после Христиана Каннабиха. Покинув в том же году оркестр, Айхнер отправляется через Париж в Лондон, где даёт 12 сольных концертов на фаготе. В августе 1773 он поступает на службу в качестве фаготиста в придворный оркестр прусского кронпринца Фридриха Вильгельма (будущего короля Фридриха Вильгельма II) в Потсдаме. Ранняя смерть Айхнера осталась незамеченной широкой музыкальной общественностью. 
Айхнер был одним из ярких представителей школы Мангейма. Композиторское наследие Айхнера, несмотря на его короткую карьеру, весьма обширно и включает ряд симфоний, концертов, камерных и вокальных сочинений.

## Основные сочинения
- 31 симфония
- Концерты с оркестром: для арфы или клавесина, пять ― для гобоя, один ― для кларнета, шесть ― для фагота
- Шесть квартетов для флейты и струнных
- Шесть квартетов для струнных и бассо континуо
- Двенадцать сонат для скрипки и клавира
- Шесть дуэтов для скрипки и альта